# Chazaria
Chazaria là một chi bướm đêm thuộc họ Noctuidae.

## Các loài
- Chazaria incarnata (Freyer, 1838)